# Kazuo Ito
Pour les articles homonymes, voir Ito.
Ne doit pas être confondu avec Takasue Ito.
Kazuo Ito (1898-1974) est un des membres fondateurs de la Kokusai Budoin. En 1941, il fut promu au grade de 8e dan. Kazuo Ito était un élève personnel de Kyūzō Mifune. Il reçut, en 1972, le titre de Meijin 10e dan de judo.